# Salon international de l'automobile de Genève 2008
Le Salon international de l'automobile de Genève 2008 est un salon automobile qui s'est tenu du 5 mars au 15 mars 2008 à Genève. Il s'agit de la 78e édition internationale de ce salon, organisé pour la première fois en 1905.